# Akrem Maâtouk
Akrem Maâtouk, né le 18 janvier 1985, est un footballeur tunisien évoluant au poste de milieu offensif.

## Carrière
- 2005-2009 : Union sportive monastirienne ( Tunisie)
- 2009-2010 : Club sportif de Hammam Lif ( Tunisie)
- 2010-2012 : Stade tunisien ( Tunisie)
- 2012-2013 : Avenir sportif de La Marsa ( Tunisie)
- 2013-2015 : Stade gabésien ( Tunisie)